# Чайка, Игорь Юрьевич
Игорь Юрьевич Чайка (род. 13 декабря 1988, Иркутск, РСФСР, СССР) — российский бизнесмен, владелец крупнейшего российского регионального оператора «Хартия» по обращению с твёрдыми коммунальными отходами. Заместитель руководителя Россотрудничества с 10 марта 2025 года.
За вмешательство во внутренние дела Молдовы под санкциями США и всех стран Евросоюза.

## Биография
Родился 13 декабря 1988 года в Иркутске. Окончил школу № 1204 в Москве.
В 2011 году окончил Московскую государственную юридическую академию им. О. Е. Кутафина (Институт международного частного права). Тема дипломной работы: «Основы правового регулирования российских инвестиций за рубежом на примере Китая и Германии».

### Бизнес
В 2010 году создал первое собственное предприятие «Инновации света». Компания занималась благоустройством общественных пространств, в том числе обеспечивала подсветку Крымского и Новоспасского мостов, а также освещение трассы Адлер — Красная Поляна перед Олимпиадой в Сочи.
В 2013 году учредил компанию «Аква солид», через которую владеет крупнейшим в России производителем шпал АО «Бетэлтранс» (БЭТ). БЭТ активно сотрудничает с немецкой компанией «Фоссло-Верке ГмбХ». Так в 2017 году в Саратовской области состоялось открытие первого в РФ совместного предприятия «Фоссло Фасэнинг Системс РУС» по производству высокотехнологичных деталей для железной дороги.
В 2016 году занялся экспортом российских продуктов питания в Китай, зарегистрировав с партнерами агрокомпанию «Русский экспорт», в которой ему принадлежал 41 %. В Китае с «Русским экспортом» сотрудничали три крупные торговые сети: Lotus Supermarket (82 гипермаркета), RT-MART (335), Weifang Group (622) и несколько онлайн-ритейлеров. В 2020 году Чайка вышел из этого бизнеса.
В 2017 году основал девелоперскую компанию «Архплей Девелопмент», которая занимается строительством и комплексным развитием проектов (общей площадью более 320 тыс. м²) на территории Москвы.
В том же 2017 году приобрел 60 % компании «Хартия». Компания была создана в 2012 году и к тому времени имела подряды на вывоз 20 % московского мусора, сортировочным комплексом на Алтуфьевском шоссе, владела полигоном во Владимирской области.
На середину 2021 года «Хартия» активно работает с вывозом и переработкой твердых коммунальных отходов в пяти субъектах Российской Федерации. Компания ведет работу по реконструкции мусоросортировочного центра «Чистый город» в Ярославле, возводит перерабатывающий комплекс вблизи полигона «Скоково». В апреле 2021 была запущена первая очередь мусорного полигона и комплекса по переработке ТКО в Тульской области. В настоящее время идет строительство второй очереди комплекса.
С 2020 года является совладельцем ООО «Промышленный экологический оператор» (ПЭО), которая осуществляет лицензируемые виды деятельности по утилизации малоопасных (III—V классов опасности) промышленных и строительных отходов на основе технологии, прошедшей государственную экологическую экспертизу.
В 2018 году стал учредителем и председателем Совета директоров АО «Национальная инжиниринговая корпорация» (НИК). Компания реализует проекты по выпуску высокотехнологичной продукции и модернизации производств в различных отраслях промышленности, в том числе в энергетическом комплексе.
В 2021 году НИК совместно со структурой Ростеха концерном Автоматика и компанией Ти Хантер приступили к разработке программно-аппаратного комплекса для борьбы с киберпреступниками.

### Общественная деятельность
С ноября 2013 по июль 2015 был советником на общественных началах губернатора Московской области Андрея Воробьева и курировал сферу спорта, культуры, туризма и молодежной политики. По инициативе Чайки группа урбанистов, архитекторов и дизайнеров разработали программу по модернизации общественных мест отдыха, парков и скверов («Альбом нового облика») для всех населенных пунктов Московской области, а также была учреждена премия — грант «Парки Подмосковья». При его поддержке было организовано нескольких крупных культурных фестивалей в Московской области.
В июле 2015 года отказался от предложения занять пост заместителя председателя регионального правительства, заявив о решении сосредоточиться на предпринимательской деятельности.
В 2016 году учредил благотворительный фонд имени своего прадеда казачьего сотника и георгиевского кавалера М. Я. Чайки.
В этом же году за счёт фонда был капитально реконструирован кадетский корпус на Кубани.
С 2017 году по настоящее время — член Координационного совета Общероссийской общественной организации «Деловая Россия», бизнес-посол на территории Республики Молдова и Приднестровья. Активно участвует в реализации гуманитарных проектов в странах СНГ по оказанию помощи детям, социально незащищенным слоям населения, реставрации объектов культурного наследия, продвижению русского языка и образовательных программ.
С 2019 года по 2020 год — член рабочих групп Государственного Совета Российской Федерации по направлениям «Промышленность», «Экология и природные ресурсы».
С 2020 года по настоящее время — член комиссий Государственного Совета Российской Федерации по направлениям «Промышленность», «Экология и природные ресурсы».
С января 2021 по настоящее время — председатель Общественного совета при Россотрудничестве.
10 марта 2025 года указом президента России назначен заместителем руководителя Федерального агентства по делам Содружества Независимых Государств, соотечественников, проживающих за рубежом, и по международному гуманитарному сотрудничеству.

### Фильм «Чайка»
Должность отца Игоря — генпрокурора Юрия Чайки — стала поводом для целого ряда обвинений в адрес предпринимателя, самым известным из которых было расследование Фонда борьбы с коррупцией о деятельности приближённых к генпрокурору лиц. Результат этого расследования был выпущен в виде фильма «Чайка» 1 декабря 2015 года.
Принадлежащие Игорю Чайке и его партнёрам компании обвинялись в том, что они, не имея сформированной клиентской базы и репутации на рынке, в результате фиктивных конкурсов и использования административного ресурса, получили государственные подряды на сумму до 2,5 млрд рублей на благоустройство и электроосвещение общественных мест. Таким же образом был выигран конкурс собственной компании Игоря Чайки «Т-индустрия» на покупку «БетЭлТранса», одного из крупнейших производителей железнодорожных шпал в России.

## Санкции
26 октября 2022 года Игорь Чайка внесён в санкционный список США. В сообщении министерства финансов США утверждается что в 2021 году Игорь Чайка совместно с Дмитрием Песковым разработали планы по дискредитации и подрыву власти президента Молдовы, возвращению страны в российскую сферу влияния. Кроме того, санкции введены против компании Хартия и иных компаний владельцем которых является Игорь Чайка, а также против четверых физических лиц, которые описаны как партнёры и помощники Игоря Чайки.
30 мая 2023 года Игорь Чайка внесён в санкционный список стран Евросоюза за дестабилизацию ситуации в Молдове как «российский бизнесмен, ответственный за перевод денежных средств в поддержку российских проектов ФСБ, направленных на дестабилизацию Республики Молдова»

Он играл роль российского «кошелька», направляя деньги в активы ФСБ в Республике Молдова, чтобы вернуть страну под контроль Кремля. Своими серьезными финансовыми нарушениями в отношении государственных средств Игорь Чайка несёт ответственность за поддержку действий, которые подрывают и угрожают суверенитету и независимости Республики Молдова, а также демократии, верховенству закона, стабильности и безопасности в Республике Молдова— «Официальный журнал Европейского союза», Брюссель, 30 мая 2023 года
23 июня 2023 года вторично попал под санкции Евросоюза, при этом отмечается что Игорь Чайка создал «огромную бизнес-империю, опираясь на государственные контракты и благодаря своему отцу» и «ведет предпринимательскую деятельность в оккупированном Крыму». 23 ноября 2023 года попал под санкции Украины по аналогичным основаниям.

## Семья
Женат, воспитывает сына.
Прадед — Михаил Чайка — участник Первой мировой войны, Георгиевский кавалер.
Отец — Юрий Яковлевич Чайка (род. 1951), министр юстиции РФ (1999—2006), генеральный прокурор РФ (2006—2020), полномочный представитель Президента РФ в СКФО (с 2020 года).
Мать — Елена Григорьевна Чайка (род. 1952) — педагог.
Брат — Артём Чайка (род. 1975), предприниматель.

## Награды
- 2014 — Орден Даниила Московского III степени Русской Православной церкви.
- 2015 — Почётная грамота Президента Российской Федерации «За заслуги в реализации эффективных проектов инновационного развития Московской области и активную общественную деятельность».
- 2015 — Знак «За заслуги перед Московской областью» III степени.
- 2021 — Орден Русской Православной Церкви преподобного Сергия Радонежского III степени[35].
- 2021 — медаль Россотрудничества «За укрепление мира, дружбы и сотрудничества»[36].